# Phyllostomus elongatus
Phyllostomus elongatus (Листконіс малий) — вид родини листконосові (Phyllostomidae), ссавець ряду лиликоподібні (Vespertilioniformes, seu Chiroptera).

## Поширення
Країни поширення: Болівія, Бразилія, Колумбія, Еквадор, Французька Гвіана, Гаяна, Перу, Суринам, Венесуела. Населяє тільки низовини. Віддає перевагу тропічним вічнозеленим лісам. 

## Життя
Лаштує сідала невеликими групами в дуплах дерев або великими групами в печерах. Харчується фруктами, але може також споживати нектар, пилок і великих комах. Ці кажани вилітають зі своїх сховищ у повній темряві та живляться близько двох годин, перш ніж повернутися на сідало.